# Засоби підмощування
За́соби підмо́щування — пристрої, призначені для організації робочих місць під час виконання будівельно-монтажних робіт на висоті або глибині понад 1,3 м від рівня ґрунту або перекриття.
Відповідно до європейських норм термін «засоби підмощування» означає підкладка під будь-які тимчасові конструкції, стаціонарні, підвісні або пересувні, та її опорні компоненти, котрі використовуються як опори для розміщення людей і матеріалів та для забезпечення доступу на будь-яку таку конструкцію і котрі не є «підіймальним механізмом».
Існують механізовані та немеханізовані засоби підмощування. До механізованих засобів підмощування належать будівельні люльки, до немеханізованих — драбини, помости, риштування.